# サイコ×パスト 猟奇殺人潜入捜査
『サイコ×パスト 猟奇殺人潜入捜査』（サイコ×パスト りょうきさつじんせんにゅうそうさ）は、本田真吾による日本の漫画。『別冊少年チャンピオン』（秋田書店）にて、2022年1月号より連載中。2025年8月時点で累計部数が190万部を突破している。

## あらすじ
警視庁捜査一課で勤務する五代 一哲（ごだい いってつ）は、度重なる過剰な捜査により、警視庁刑事部「捜査第五課 殺人犯超常捜査係」への異動を命じられる。
五課には警視正の飛高 紫苑（ひだか しおん）が1人で勤めていた。飛高は「超能力捜査官」を自称し、特定の人物を過去に送る（事件の被害者の意識と入れ替える）超能力を持つという。
シリアルキラー達に対して強い憎悪を抱く一哲は飛高の能力を使い、過去に戻ってシリアルキラー達の凶行を未然に防ぐため奮闘する。

## 登場人物

### 主要人物
五代 一哲（ごだい いってつ）
本作の主人公。26歳。警視庁巡査部長。熱血漢でアウトローな人物。殺人犯に対して過剰な暴力を払った事が問題視され五課に左遷される。ヘビースモーカーで昭和に戻った時に公共の場で喫煙できると大喜びするほど。飛高の能力を利用し、過去に戻ってシリアルキラーの凶行を未然に防ぐため奮闘する。
「杉並区一家4人肉塊事件」にて妹以外の家族4人を皆殺しにされた過去があり、シリアルキラー達に対して強い憎悪を抱いている。
飛高 紫苑（ひだか しおん）
捜査五課長。33歳。変人だが、警視庁警視正で警視総監の息子。特定の人物を過去に送る（事件の被害者の意識と入れ替える）超能力を持つ。その能力を利用して一哲とバディを組み、彼を犯行のあった過去に送り込む。
シリアルキラーに対して異常な執着心を持っており、日本版のシリアルキラーカードを自作している。
星名 聖良（ほしな せいら）
1996年に発生した「大田区一家殺人事件」の被害者だった星名家の次女。当時6歳。一哲と意識を入れ替えられる。
改変後の世界では32歳。死亡した父親と同様に毎朝新聞の記者となっており、一哲と共に真犯人の捜査に動き出す。
日野 翔太（ひの しょうた）
2009年に発生した「彩門病院ベクロニウム中毒死事件」における唯一の子供の被害者。当時9歳。サッカー好きだが心臓病で入院中。一哲と意識を入れ替えられる。
改変後の世界では、飛高の命令のもと一哲を尾行する。
五代 四葉（ごだい よつは）
一哲の妹。高校2年生。17歳。大人しい性格。
五代 哲夫（ごだい てつお）
一哲の実父。警察官。没年40歳。現実世界では「杉並区一家4人肉塊事件」により既に故人だが、「大田区一家殺人事件」では一哲と共に捜査にあたる。
五代 茜（ごだい あかね）
一哲の実母。没年39歳。現実世界では「杉並区一家4人肉塊事件」により既に故人だが、「大田区一家殺人事件」では事件解決のために尽力する。
御子柴 士郎（みこしば しろう）
「大田区一家殺人事件」にて哲夫と共に交番で勤務する警察官。哲夫の後輩。右手に銃創がある。
上記の事件では犯人を食い止めた功労者として表彰されているが、2年後に突如警察を辞職。右手に銃創があったことから、一哲は彼を「杉並区一家4人肉塊事件」の犯人だと考え接触を図るが、既に何者かに刺され瀕死の状態であった。真犯人を伝えようとするも直後に死亡する。

### 各事件の人物

#### 兵庫・乳房切除連続殺人事件
伊崎 良信（いざき よしのぶ）
巨乳をこよなく愛する猟奇殺人鬼。当時34歳。普段は生徒からの人気も高い端正な顔立ちの真面目な予備校講師だった。マーダーネームは「六甲山の乳房狩人」。
1994年から1995年に兵庫県神戸市にて、女子高生を自宅の地下室に監禁し5人を殺害。その後遺体の乳房を切り取り、マスクやベストに加工していた。そのことから「和製エドワードゲイン」とも呼ばれている。
とある理由から、誘拐した女性達から母乳を出させることに執着し、監禁して一カ月間母乳の出ない女性に関しては乳房を切り取り殺害していた。
村上 ハルカ（むらかみ ハルカ）
高校2年生。17歳。改変前では純子殺害後の1週間後に殺害されていた。一哲と意識を入れ替えられる。
沢田 純子（さわだ じゅんこ）
高校3年生。18歳。1995年1月13日に殺害されていた。一哲の目の前でも死亡する未来は変えられず、乳房を切り取られた上で殺害されてしまう。
西野 菜々美（にしの ななみ）
高校3年生。18歳。6人目の被害者にしてただ一人の生存者。彼女が逃亡できたことにより、伊崎の逮捕に結びついた。
気が強い性格で、殺人犯である伊崎に度々文句を言っていた。
木村 尚哉（きむら なおや）
菜々美の彼氏。20歳。
村上 春臣（むらかみ はるおみ）
ハルカの父親。1995年当時の兵庫県警本部長。

#### 彩門病院ベクロニウム中毒死事件
舞城 静華（まいじょう しずか）
殺人ナース。2009年に埼玉県の彩門病院にて、入院患者の点滴に異物を混入させ、3ヶ月で50人以上を中毒死させたとされる。マーダーネームは「美しき死の天使」。
病院側の腐敗も手伝い事件発覚が大いに遅れ、多くの証拠は闇へ消えた。動機も不明な点があり、非常に謎の多い事件。
日野 翔太（ひの しょうた）
→#日野 翔太
赤江 はる（あかえ はる）
最後の被害者。当時78歳。遺体から「ベクロニウム」が検出された数少ない被害者の1人。舞城のナースウォッチを強く握りしめた状態で亡くなっており、舞城逮捕のきっかけとなった。
木下 南（きのした みなみ）
翔太と同じ病室の子供。
彩門病院院長
舞城と付き合っており、主導で患者達の不審死を隠蔽し続けていた。

#### 練馬区監禁連続殺人事件
幸坂 潤之介（こうさか じゅんのすけ）
人心掌握術に長けた外道殺人鬼。2家族計9名を監禁のうえ殺害。2011年に発覚。マーダーネームは「洗脳の傀儡子」。
殺害方法も多岐にわたり被害者同士を殺し合わせ水死や感電死、生皮を剥がされて殺害された者もいる。共犯者である妻の京子は逃亡中。
高杉 裕也（たかすぎ ゆうや）
高校教師で、幸坂のクラスの担任。1986年当時24歳。一哲と意識を入れ替えられる。ロリコンで女子高生好きである。
サトミ
幸坂らとは異なる高校に通うスケ番。出会いをきっかけに高杉（一哲）に協力する。
浅見 優子（あさみ ゆうこ）
幸坂のクラスメイト。プールに転落し溺死。事故死として処理されていた。
谷口（たにぐち）
幸坂のクラスメイト。2年生のころ浅見と仲が良かった。
望月あずさ（もちづき あずさ）
幸坂のクラスメイト。浅見が事故死した際の目撃者。

#### 祝波島41人殺し
軍場 蔵人（くさば くらひと）
2004年に一夜で41人を惨殺した戦後最大の凶悪犯。元自衛官。マーダーネームは「幽墳の狂戦士」。
村八分が原因で起きた事件とされているが逮捕後、沈黙を貫いたため動機不明のまま2009年に死刑が執行された。
41人を殺害後、遺体をバラバラにし一つの巨大な肉の塊を作っていた。
清川 麻紗（きよかわ あさ）
大学1年生。18歳。テニスサークルメンバーと祝波島に来ており、運悪く全員が島民大虐殺に巻き込まれ死亡した。一哲と意識を入れ替えられる。
三上 友輝（みかみ ともき）
麻紗の先輩。20歳。リゾートバイトと称して麻紗らを地元である祝波島に連れて来る。
塚原 百合（つかはら ゆり）
麻紗と同じ大学1年生。18歳。
桐谷 もえ（きりたに もえ）
麻紗と同じ大学1年生。19歳。
国枝 晃一（くにえだ こういち）
祝波島の村長。62歳。
国枝 美奈子（くにえだ みなこ）
晃一の妻。46歳。
国枝 将王（くにえだ まさお）
晃一の息子。20歳。
国枝 宏二（くにえだ こうじ）
祝波島の副村長。58歳。晃一の弟。
清川 弥恵（きよかわ やえ）
麻紗の姉。24歳。

#### 大田区一家殺人事件
五代 哲夫（ごだい てつお）
→#五代 哲夫
五代 茜（ごだい あかね）
→#五代 茜
御子柴 士郎（みこしば しろう）
→#御子柴 士郎
星名 聖良（ほしな せいら）
→#星名 聖良
星名 瑛里（ほしな えり）
星名家の長女。16歳。犯人が未だ捕まっていない1996年の未解決事件「大田区一家殺人事件」にて、家族全員と共にバラバラに解体され殺害された。
殺害前にストーカー被害に悩まされていた。美少女であり、3人の男に好意を寄せられていた。
星名 隆志（ほしな たかし）
星名家の父親。48歳。毎朝新聞の記者。改変後の世界でも事件の2年後（1998年）に謎の死を遂げている。
星名 美保（ほしな みほ）
星名家の母親。42歳。
眞村 拓斗（まむら たくと）
犯人候補の1人。瑛里と同じ高校に通う上級生。18歳。瑛里に対して数十回告白したが全て断られ彼女を逆恨みしていた。
長谷川 卓（はせがわ すぐる）
犯人候補の1人。瑛里が中学3年生の時に家庭教師をしていた大学生。21歳。家庭教師中に瑛里に迫り、その場面を母親に目撃されクビになった過去を持つ。その後も星名家周辺で姿を目撃されている。
葛西 恭二（かさい きょうじ）
犯人候補の1人。瑛里が客として通っていたコンビニの定員。29歳。勤務中に瑛里のポケベル番号をしつこく聞き出し、何度かメッセージを送っていた。過去に「強制わいせつ罪」の前科あり。
瀬下 武文（せした たけふみ）
蒲田北警察署生活安全課の警部補。31歳。瑛里のストーカー被害に関する事件を担当していた。
当木 綾（とうぎ あや）
蒲田北警察署生活安全課の女性刑事。28歳。瀬下と共に事件を担当していた。

### その他の人物
飛高 蒼憲（ひだか そうけん）
紫苑の父親。警視総監。名前のみの登場。
菊地 夜空（きくち ないと）
2016年に出会い系サイトで知り合った女性4人を暴行死させた。マーダーネームは「流浪の殴殺鬼」。名前のみの登場。
柳田 悠里（やなぎだ ゆうり）
現代で自作のC4爆弾を地下鉄車内で爆破させようとしていた爆弾魔。マーダーネームは「空虚な爆弾魔」。

## 書誌情報
- 本田真吾 『サイコ×パスト 猟奇殺人潜入捜査』 秋田書店〈少年チャンピオン・コミックス〉、既刊10巻（2025年5月8日現在）
  1. 2022年5月6日発売[1][5]、ISBN 978-4-253-29361-7
  2. 2022年9月8日発売[6]、ISBN 978-4-253-29362-4
  3. 2023年1月6日発売[7]、ISBN 978-4-253-29363-1
  4. 2023年4月7日発売[8]、ISBN 978-4-253-29364-8
  5. 2023年8月8日発売[9]、ISBN 978-4-253-29365-5
  6. 2024年1月5日発売[10]、ISBN 978-4-253-29366-2
  7. 2024年4月8日発売[11]、ISBN 978-4-253-29367-9
  8. 2024年8月7日発売[12]、ISBN 978-4-253-29368-6
  9. 2025年1月8日発売[13]、ISBN 978-4-253-29369-3
  10. 2025年5月8日発売[14]、ISBN 978-4-253-29370-9